# Lijst van voetbalinterlands Bulgarije - Finland (vrouwen)
Deze lijst van voetbalinterlands is een overzicht van alle officiële voetbalinterlands tussen de nationale vrouwenteams van Bulgarije en Finland. De landen hebben tot nu toe twee keer tegen elkaar gespeeld.

## Wedstrijden
| № | Plaats   | Datum            | Competitie           | Wedstrijd           | Uitslag |
| - | -------- | ---------------- | -------------------- | ------------------- | ------- |
| 1 | Helsinki | 18 juni 2014     | WK 2015 kwalificatie | Finland − Bulgarije | 4 − 0   |
| 2 | Lovetsj  | 21 augustus 2014 | WK 2015 kwalificatie | Bulgarije − Finland | 0 − 8   |

## Samenvatting
| Competitie      | Totaal gespeeld | Winst Bulgarije | Gelijk | Winst Finland | Doelsaldo Bulgarije – Finland |
| --------------- | --------------- | --------------- | ------ | ------------- | ----------------------------- |
| WK-kwalificatie | 2               | 0               | 0      | 2             | 0 − 12                        |
| Totaal          | 2               | 0               | 0      | 2             | 0 − 12                        |